# Cuttack
Cuttack là một thành phố và là nơi đặt hội đồng thành phố (municipal corporation) của quận Cuttack thuộc bang Orissa, Ấn Độ.

## Địa lý
Cuttack có vị trí 20°30′B 85°50′Đ / 20,5°B 85,83°Đ Nó có độ cao trung bình là 37 mét (121 feet).

### Khí hậu
| Dữ liệu khí hậu của Cuttack                   | Dữ liệu khí hậu của Cuttack | Dữ liệu khí hậu của Cuttack | Dữ liệu khí hậu của Cuttack | Dữ liệu khí hậu của Cuttack | Dữ liệu khí hậu của Cuttack | Dữ liệu khí hậu của Cuttack | Dữ liệu khí hậu của Cuttack | Dữ liệu khí hậu của Cuttack | Dữ liệu khí hậu của Cuttack | Dữ liệu khí hậu của Cuttack | Dữ liệu khí hậu của Cuttack | Dữ liệu khí hậu của Cuttack | Dữ liệu khí hậu của Cuttack |
| Tháng                                         | 1                           | 2                           | 3                           | 4                           | 5                           | 6                           | 7                           | 8                           | 9                           | 10                          | 11                          | 12                          | Năm                         |
| --------------------------------------------- | --------------------------- | --------------------------- | --------------------------- | --------------------------- | --------------------------- | --------------------------- | --------------------------- | --------------------------- | --------------------------- | --------------------------- | --------------------------- | --------------------------- | --------------------------- |
| Cao kỉ lục °C (°F)                            | 36.6 (97.9)                 | 40.1 (104.2)                | 42.8 (109.0)                | 45.0 (113.0)                | 47.7 (117.9)                | 47.2 (117.0)                | 42.3 (108.1)                | 38.4 (101.1)                | 41.1 (106.0)                | 40.0 (104.0)                | 36.9 (98.4)                 | 33.7 (92.7)                 | 47.7 (117.9)                |
| Trung bình ngày tối đa °C (°F)                | 28.8 (83.8)                 | 31.8 (89.2)                 | 35.3 (95.5)                 | 37.2 (99.0)                 | 37.2 (99.0)                 | 35.1 (95.2)                 | 32.5 (90.5)                 | 32.0 (89.6)                 | 32.7 (90.9)                 | 32.6 (90.7)                 | 30.9 (87.6)                 | 28.9 (84.0)                 | 32.9 (91.2)                 |
| Tối thiểu trung bình ngày °C (°F)             | 14.7 (58.5)                 | 17.8 (64.0)                 | 21.4 (70.5)                 | 23.9 (75.0)                 | 25.0 (77.0)                 | 24.8 (76.6)                 | 24.0 (75.2)                 | 24.1 (75.4)                 | 24.0 (75.2)                 | 22.3 (72.1)                 | 18.3 (64.9)                 | 14.5 (58.1)                 | 21.2 (70.2)                 |
| Thấp kỉ lục °C (°F)                           | 5.8 (42.4)                  | 8.5 (47.3)                  | 13.0 (55.4)                 | 13.5 (56.3)                 | 16.5 (61.7)                 | 17.0 (62.6)                 | 18.2 (64.8)                 | 17.5 (63.5)                 | 17.0 (62.6)                 | 14.0 (57.2)                 | 10.0 (50.0)                 | 7.5 (45.5)                  | 5.8 (42.4)                  |
| Lượng mưa trung bình mm (inches)              | 14.0 (0.55)                 | 16.6 (0.65)                 | 23.8 (0.94)                 | 45.0 (1.77)                 | 106.0 (4.17)                | 196.0 (7.72)                | 361.4 (14.23)               | 365.0 (14.37)               | 258.4 (10.17)               | 176.2 (6.94)                | 31.4 (1.24)                 | 4.1 (0.16)                  | 1.597,9 (62.91)             |
| Số ngày mưa trung bình                        | 0.8                         | 1.8                         | 2.0                         | 2.6                         | 5.1                         | 10.8                        | 14.6                        | 16.2                        | 12.0                        | 6.3                         | 1.9                         | 0.5                         | 74.3                        |
| Độ ẩm tương đối trung bình (%) (at 17:30 IST) | 54                          | 50                          | 52                          | 58                          | 61                          | 70                          | 79                          | 81                          | 79                          | 71                          | 63                          | 57                          | 65                          |
| Nguồn: Cục Khí tượng Ấn Độ                    |                             |                             |                             |                             |                             |                             |                             |                             |                             |                             |                             |                             |                             |

## Nhân khẩu
Theo điều tra dân số năm 2001 của Ấn Độ, Cuttack có dân số 535.139 người. Phái nam chiếm 53% tổng số dân và phái nữ chiếm 47%. Cuttack có tỷ lệ 75% biết đọc biết viết, cao hơn tỷ lệ trung bình toàn quốc là 59,5%: tỷ lệ cho phái nam là 80%, và tỷ lệ cho phái nữ là 69%. Tại Cuttack, 10% dân số nhỏ hơn 6 tuổi.